# Sietas Typ 95
Der Typ 95 ist ein Mehrzweckfrachtschiffstyp der Sietas-Werft in Hamburg-Neuenfelde.

## Geschichte

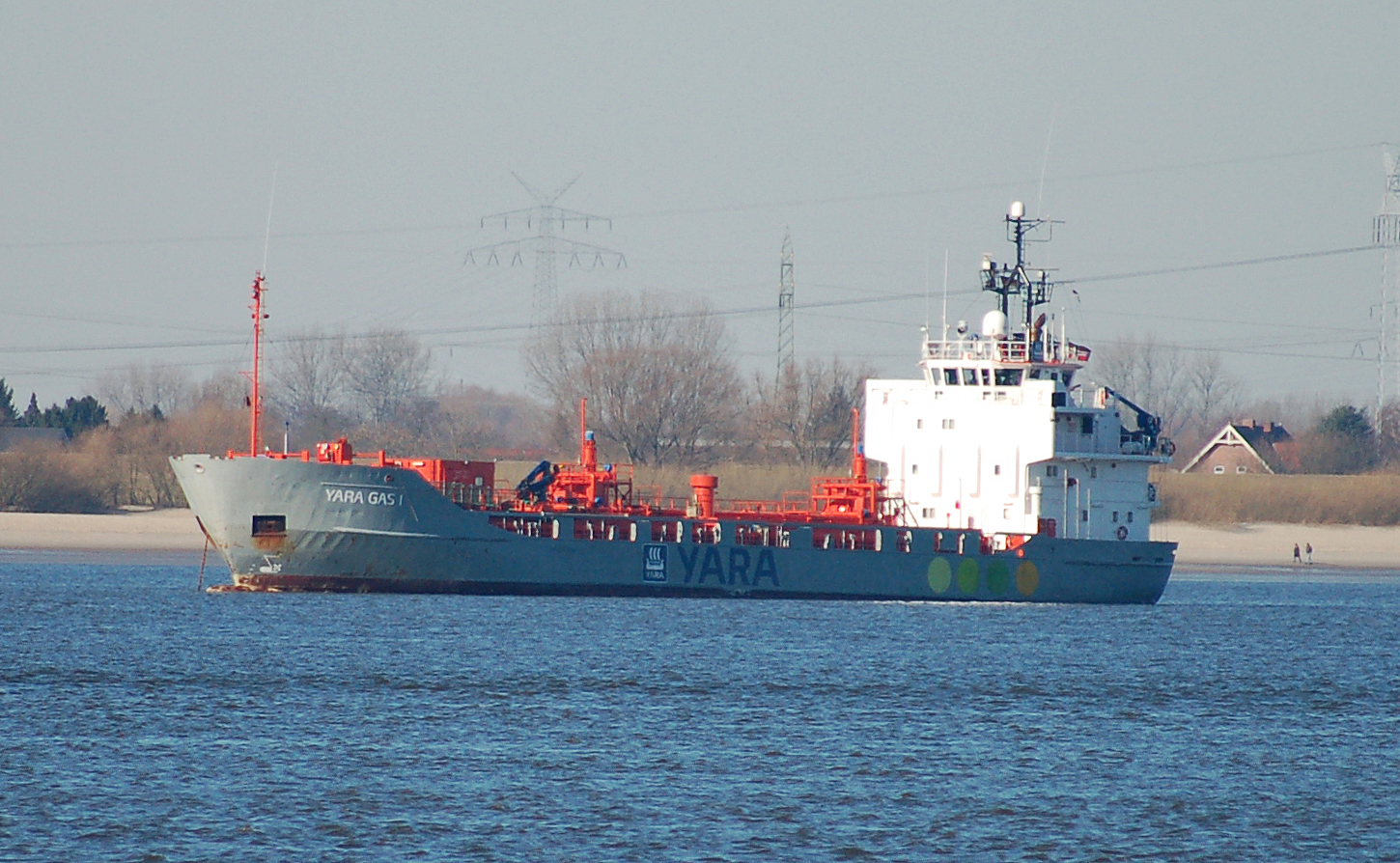
Flüssiggastanker Yara Gas I (ex Este)

Die Baureihe wurde ab Mitte der 1970er Jahre von verschiedenen Reedereien geordert und von 1977 bis 1980 in 26 Einheiten gefertigt. Es entstanden 16 Schiffe des Grundtyps 95, sechs des Untertyps 95a, zwei des Untertyps 95b und je eines der Untertypen 95c und 95d. Abhängig von der Bauvariante wurden die Schiffe bis in die 1990er Jahre häufig als Containerfeeder auf europäischen Containerzubringerdiensten eingesetzt, wo sie zu einer Standardgröße wurden. Daneben nutzte man sie in der Bulk- und Holzfahrt. Durch Verkäufe findet man den Typ 95 heute weltweit in der Küstenfahrt.
Einige Schiffe wurden nachträglich umgebaut, um sie für andere Verwendungszwecke zu nutzen. Den Anfang machte 1988 die zum Zementfrachter umgerüstete Hornbaltic. Speziell zum Transport von Kohlenstoffdioxid baute man 1989 die Este und 1992 die Britta zu Flüssiggastanker um. Die Anja wurde im Jahr 2016 vom Unternehmen Bakkafrost erworben. Nach einem Komplettumbau, bei dem auch die Aufbauten entfernt wurden, kommt sie als antriebsloses Spezialschiff Høvdabogi in den firmeneigenen Lachsfarmen auf den Färöer-Inseln zum Einsatz. Im Jahr 2018 kaufte die philippinische JBL Martime Vanguard Services die ehemalige Passat und ließ sie zum Schulschiff Capt. John B. Lacson umbauen. Im Frühjahr 2019 ging aus dem Umbau der damals 42 Jahre alten ehemaligen Jörn Dede der Viehtransporter Banyas 1 hervor.
Mehrere Schiffe des Typs 95 entstanden auf der Norderwerft, die damals zur Sietas-Gruppe gehörte. Der Rumpf der Frey, die am 23. Mai 1980 vom Stapel lief und danach auf der Sietas-Werft komplettiert wurde, war bis zur Ablieferung der Osnabrück im Jahr 1996 der letzte Neubau der Norderwerft.

## Technik

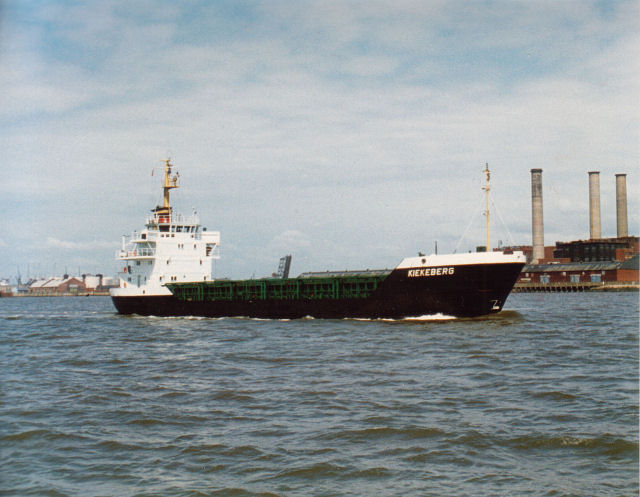
Die Kiekeberg (Typ 95b)

Die Schiffe der Baureihe entstanden in Sektionsbauweise und wurden in verschiedenen Varianten gefertigt. Angetrieben werden sie von Viertakt-Dieselmotoren verschiedener Hersteller, die bei einigen Schiffen mit einem Wendegetriebe auf einen Festpropeller, bei der Mehrzahl der Schiffe jedoch auf einen Verstellpropeller wirken. Die meisten Schiffe wurden mit einem Bugstrahlruder ausgerüstet. Zudem erhielten mehrere Einheiten ein Kort-Düsenruder.

### Typ 95
Der als Mehrzweckfrachtschiff ausgelegte Grundtyp 95 ist 71,97 m lang, 12,80 m breit und vom Kiel bis zum Oberdeck 6,80 m hoch. Der Tiefgang beträgt maximal 4,45 m. Der Grundtyp hat eine Tragfähigkeit von rund 2.040 dwt. Der einzelne kastenförmige Laderaum (box-shaped) besitzt einen Getreide-Rauminhalt von 3.197 m³ (3.122 m³ Ballenraum). Durch die Form des Laderaums ist der Schiffstyp auch in der Zellulose- oder Paketholzfahrt einsetzbar. Die Tankdecke ist für die Stauung von Schwergut verstärkt. Es wurden schwergutverstärkte hydraulisch betätigte Faltlukendeckel verwendet. Die Lukengröße beträgt 43,80 m × 10,20 m. An Bord können maximal 127 20-Fuß-Standardcontainer (TEU) gestaut werden, davon 53 TEU im Laderaum und 74 TEU an Deck. Alternativ ist ein Transport von bis zu 58 40-Fuß-Standardcontainer (FEU), davon 34 FEU an Deck, plus 5 TEU möglich.

### Typ 95a
Der Untertyp 95a entstand durch eine Verlängerung des Grundtyps 95. Er besitzt eine Gesamtlänge von 79,77 m (74,50 m Lpp). Die Tragfähigkeit der Mehrzweckfrachtschiffe variiert geringfügig und liegt zwischen 2.213 dwt (Holger) und 2.291 dwt (Süderelv). An Bord können bis zu 149 TEU gestaut werden. Die Hans Lehmann wurde im September 1988 durch einen Umbau auf 94,77 m (90,40 m Lpp) verlängert. Das umgebaute Schiff hat eine Tragfähigkeit von 3.182 dwt und eine Kapazität von 185 TEU.

### Typ 95b
Der Untertyp 95b ist als Minibulker konzipiert worden und primär zum Transport von Schüttgut ausgelegt. Die beiden gebauten Schiffe wurden bei Ablieferung mit 343 BRT und einem maximalen Tiefgang von 3,77 m vermessen. Sie sind 71,40 m (65,15 m Lpp) lang und vom Kiel bis zum Oberdeck 6,00 m hoch. Die Seitenhöhe ist um 80 Zentimeter niedriger als beim Grundtyp 95 und wurde zum Teil durch ein höheres Lukensüll ausgeglichen. Zur Gewichtseinsparung erhielt der Untertyp 95b ein modifiziertes Deckshaus. Die Tragfähigkeit der Kiekeberg beträgt 1.491 dwt, die Tragfähigkeit der Tafelberg 1.582 dwt.

### Typ 95c
Die Abmessungen des Untertyps 95c sind identisch mit denen des Untertyps 95a. Er besitzt jedoch ein höheres Lukensüll, wodurch man den Getreide-Rauminhalt auf 4.564 m³ (4.296 m³ Ballenraum) steigern konnte. An Bord können bis zu 145 TEU gestaut werden. Das einzige gebaute Schiff, die Melton Challenger, war ursprünglich bei Ablieferung im Jahr 1980 mit 991 BRT und 2.208 dwt vermessen worden. In den 1990er Jahren erfolgte eine Neuvermessung mit 2.195 BRZ und 3.041 dwt. Das Schiff kam ab 2006 primär als Minibulker zum Einsatz und wurde hierzu mit einem verfahrbaren Bagger ausgerüstet.

### Typ 95d
Der als Mehrzweckfrachtschiff ausgelegte Untertyp 95d basiert auf dem Untertyp 95b und ist wie dieser 71,40 m lang (jedoch bei 66,46 m Lpp). Im Gegensatz zum Untertyp 95b erhielt er verstärkte Lukendeckel, so dass zwei Containerlagen an Deck gestaut werden können. Das einzige gebaute Schiff, die Frey, wurde bei Ablieferung mit 499 BRT, 1.644 dwt und einem maximalen Tiefgang von 3,93 m vermessen. Im Jahr 1994 erfolgte eine Neuvermessung mit 1.710 BRZ und 2.540 dwt.

## Die Schiffe
In der Tabelle sind die Schiffe in Reihenfolge der Ablieferungen gelistet.
| Sietas Typ 95 | Sietas Typ 95 | Sietas Typ 95 | Sietas Typ 95 | Sietas Typ 95          | Sietas Typ 95                       | Sietas Typ 95 |
| Bauname | Typ           | Bau- nummer   | IMO- Nummer   | Stapellauf Ablieferung | Auftraggeber                        | Umbenennungen und Verbleib |
| --- | ------------- | ------------- | ------------- | ---------------------- | ----------------------------------- | --- |
| Seevetal | 95            | 807*          | 7601059       | 27.03.1977 23.04.1977  | Friedrich G. Frommann, Hamburg      | 1982 Eco Maria → 1983 Seevetal → 8/1985 Adils → 4/1989 Cintra → 11/1990 Ville du Mistral → 6/1991 Cintra → 11/1991 Ville D’Alexandrie → 6/1992 Ville de Mina Qaboos → 3/2009 Marina → 12/2011 Aser, im November 2016 in Aliağa verschrottet                                        |
| Corvette | 95            | 797           | 7615024       | 19.03.1977 30.04.1977  | Gebrüder Winter, Jork               | abgeliefert als Else-Beth → 1/1978 Corvette → 1/1981 Eco Dao → 4/1983 Corvette → 12/1989 Arosia → 8/2002 Amy → 4/2003 Rosi → 10/2003 Maria P → 6/2005 Farah I → 6/2001 Vienna S, im Dezember 2012 in Aliağa verschrottet                                                           |
| Jörn Dede | 95            | 799           | 7615036       | 06.05.1977 27.05.1977  | Friedhelm Dede, Jork                | abgeliefert als Bell Variant → 1978 Jörn Dede → 1983 Akak Progress → 1986 Joern Dede → 6/1995 Baltic Courier → 9/2004 Baltic Cartier → 10/2007 Majeda → 2/2010 JSM → 8/2013 Christina → 3/2015 Leith → 11/2016 Anwar-A → 4/2019 Umbau zum Viehtransporter Banyas 1 → 9/2024 Leader |
| Britta | 95            | 786           | 7509172       | 11.06.1977 30.06.1977  | Hans & Uwe Heidhoff, Hamburg        | 7/1977 American Cheyenne → 1/1979 Britta I → 1/1987 Britta II → 5/1992 Umbau zum Flüssiggastanker Hydrogas II → 12/2004 Yara Gas II, im August 2013 zur Verschrottung in Frederikshavn eingetroffen                                                                                |
| Niedermehnen | 95            | 812           | 7633404       | 28.06.1977 26.07.1977  | Osterwisch & Sohn, Hamburg          | abgeliefert als Ibesca Portugal → 1982 Niedermehnen → 5/1983 Juliana → 1984 Akak Victory → 1985 Victory → 1986 Juliane → 1986 Lady Juliane → 9/1988 Fareast Victor → 1989 Tong An, Zustand und Verbleib unklar                                                                     |
| Adeline | 95            | 824           | 7703261       | 05.07.1977 12.08.1977  | Jürgen-Henry Breuer, Stade          | 6/1984 Akak Crown → 6/1985 Adeline → 10/1985 Akak Crown → 2/1986 Adeline → 4/1987 Lady Adeline → 9/1987 Holger → 12/1989 Sentosa Jaya → 9/2002 Lintas Segara, Anfang 2013 in Batam verschrottet                                                                                    |
| Passat | 95            | 819           | 7633442       | 29.07.1977 06.09.1977  | Helmut Funk, Wischhafen             | 12/1986 Passat 1 → 12/1990 Passat → 5/1997 Super Shuttle → 2018 Umbau zum Schulschiff Capt. John B. Lacson, so 2022 in Fahrt |
| Falkenstein | 95            | 820*          | 7633454       | 19.08.1977 17.09.1977  | Helfried Fahje, Hamburg             | 12/1990 Norrland → 2/1996 Baltic Bonita → 11/1997 Windfjord, am 9. September 2001 nach Ausfall der Hauptmaschine in der Nordsee auf Position 55.35N,03.30E gekentert, am 17. September 2001 auf Position 54.39N,03.50E gesunken                                                    |
| Levern | 95            | 814           | 7633428       | 05.08.1977 23.09.1977  | Osterwisch & Sohn, Hamburg          | 1983 Akak Express → 1985 ZIM Alexandria → 1987 Tatiana → 4/1990 Diana D → 12/1992 Lu Sheng → 3/2008 Dan Gyol Bong → 12/2012 Tan Wyol Bong, im Dezember 2015 in Jingjiang verschrottet                                                                                              |
| Nordlicht II | 95            | 823*          | 7633478       | 02.09.1977 01.10.1977  | Helmut Rolf, Hamburg                | 12/1983 Pico Ruivo → 4/1995 Baltic Champ → 10/2002 Rania → 10/2012 Rakel → 2/2013 Ahmad-M → 10/2013 Sandy, am 9. Dezember 2014 mit etwa 580 syrischen Flüchtlingen von der italienischen Küstenwache nach Crotone verbracht, der spätere Verbleib des Schiffes ist unklar          |
| Anja | 95            | 831*          | 7703273       | 22.10.1977 19.11.1977  | Peter Meyer, Klein-Nordende         | 8/1988 Loga → 4/1990 Annika-M → 4/2001 Sally → 9/2013 Angelina → 2016 vom Unternehmen Bakkafrost erworben und danach zum antriebslosen Versorger Høvdabogi umgebaut, der in den firmeneigenen Lachsfarmen eingesetzt wird                                                          |
| Kiekeberg | 95b           | 699           | 7615000       | 19.11.1977 10.12.1977  | Friedrich Dauber, Hamburg           | 4/1989 Nordcarrier → 3/2009 Laguna, im November 2017 in Grenaa verschrottet |
| Este | 95            | 834*          | 7711892       | 25.11.1977 22.12.1977  | Estebrügger Schiffahrts-GmbH        | 1/1989 bis 3/1989 Umbau zum Flüssiggastanker Hydrogas → 12/2004 Yara Gas 1, am 29. März 2013 zur Verschrottung in Frederikshavn eingetroffen |
| Hollwede | 95            | 813           | 7633416       | 09.12.1977 29.12.1977  | Osterwisch & Sohn, Hamburg          | 1978 Ibesca Anglia → 1980 Hollwede → 1987 Kyra → 11/1988 Tharos → 8/1992 Rong Da → 10/2009 Il Sim, im Dezember 2015 in Jingjiang verschrottet |
| Tafelberg | 95b           | 709           | 7615012       | 10.12.1977 30.12.1977  | Friedrich Dauber, Hamburg           | 4/1989 Nordtrader → 3/2009 Lunden → 6/2009 Armony, so 2022 in Fahrt |
| Hornbaltic | 95            | 847           | 7711921       | 23.12.1977 30.01.1978  | Horn-Linie, Hamburg                 | 5/1980 Hornbelt → 9/1984 Akak Trader → 10/1985 Hornbelt → 1988 Umbau zum Zementtanker Capo Rosso → 1/2005 bis 4/2005 Rückbau zum Frachtschiff Runner → 4/2007 Alken Persia, Zustand und Verbleib unklar                                                                            |
| G. H. Ehler | 95a           | 839           | 7724564       | 23.03.1978 15.04.1978  | Heinz Ehler, Otterndorf             | 9/1990 Hanni → 6/1998 Rika → 11/2009 Finja, im Juli 2013 in Esbjerg verschrottet |
| Hans Lehmann | 95a           | 855           | 7724019       | 28.04.1978 31.05.1978  | Hans Lehmann, Lübeck                | 9/1988 Rumpf verlängert, 9/2007 Ivan Bobrov → 4/2017 Abo Alyssa → 3/2022 Sky Light, so 2022 in Fahrt |
| Trabant | 95a           | 865           | 7726990       | 01.07.1978 02.08.1978  | Hermann Meyer, Hamburg              | 1/1991 Mara → 1/1993 Pentland → 3/1995 Anne → 3/1995 Anne → 12/1997 Mari → 10/2011 Sherin → 5/2012 Scorpion 1 → 9/2017 Shark → 1/2019 Jaguar, so 2022 in Fahrt |
| John Bluhm | 95a           | 876           | 7803530       | 09.09.1978 04.10.1978  | Wolf-Rüdiger Bluhm, Eckernförde     | 11/1998 Christine O → 4/2006 Helene H → 1/2012 Hokland → 10/2013 Madares → 3/2022 Mia, so 2022 in Fahrt |
| Schulau | 95            | 862           | 7723687       | 18.10.1978 15.11.1978  | Christel Hinrich Brunckhorst, Wedel | 12/1999 Minchen D → 5/2008 Solveig K, am 14. Mai 2014 zur Verschrottung in Grenaa eingetroffen |
| Süderelv | 95a           | 849*          | 7726952       | 17.11.1978 13.12.1978  | Jürgen Frommann, Harburg            | 4/1991 Stenholm → 10/1991 Visbur → 4/1992 Stenholm → 5/1996 Huelin Dispatch → 1/2009 Ranim Trader → 4/2011 Malak Trader → 10/2013 Dana Trader, am 11. März 2021 im Mittelmeer gesunken                                                                                             |
| Osterheide | 95            | 867           | 7717236       | 02.01.1979 03.02.1979  | Osterwisch & Sohn, Hamburg          | 8/1987 Nicholas → 5/1990 Hajo → 5/1999 Heimly → 3/2005 Irene V, so 2022 in Fahrt |
| Holger | 95a           | 883*          | 7822536       | 12.10.1979 15.11.1979  | Herbert Szidat, Stade               | 3/1986 Norden → 4/1993 Helen → 6/2004 Selen, im März 2012 in Aliağa verschrottet |
| Frey | 95d           | 830**         | 7928665       | 23.05.1980 28.06.1980  | Peter Ebeling, Hamburg              | 8/1990 Hunte → 1/2003 Hunter → 7/2007 Nasip, im September 2017 in Aliağa verschrottet |
| Melton Challenger | 95c           | 925           | 8002731       | 06.06.1980 24.07.1980  | Melton Securities, Boston/UK        | 1988 Allgrad → 3/1989 Libra → 10/2003 Skulte → 9/2006 Atlantic, so 2022 in Fahrt |
| Baunummer mit * = Schiff wurde komplett auf der Norderwerft gebaut Baunummer mit ** = Rumpf wurde auf der Norderwerft gebaut |               |               |               |                        |                                     | |